# The 500 Greatest Albums of All Time
The 500 Greatest Albums of All Time (Nederlands: "De 500 beste albums aller tijden") is een speciale uitgave van het magazine Rolling Stone, die in november 2003 voor het eerst uitkwam en in 2012 een kleine update kreeg. In 2020 werd een volledig nieuwe lijst gepubliceerd.

## Totstandkoming
De lijst van 2003 was gebaseerd op de stemmen van 273 rockmuzikanten, critici en mensen uit de platenindustrie die stuk voor stuk een lijst met 50 albums overlegden. Verscheidene muziekgenres werden in de lijst voorgedragen, waaronder pop, rock, soul, blues, folk, jazz, hiphop en een combinatie daarvan. Deze lijst werd in 2005 in boekvorm uitgegeven met een voorwoord van Steven Van Zandt. De lijst van het boek was wat veranderd, met de toevoeging van het album Aquemini van OutKast. Ook de volgorde was anders, want The Great Twenty-Eight van Chuck Berry stond lager op de lijst.
Het was duidelijk dat de lijst bijna enkel albums zou bevatten van 1960-1980 en er kwam meteen een tegenzet van rockcriticus Jim DeRogatis (oud-redacteur van Rolling Stone), die in 2004 het boek Kill Your Idols: A New Generation of Rock Writers Reconsiders The Classics (ISBN 1-56980-276-9) publiceerde. Dat bevat het oordeel van 25 jongere critici die ieder de hoge klassering van een van de "klassieke" albums betwisten, waaronder volgens Rolling Stone de beste keus.
In 2020 werd een geheel nieuwe lijst samengesteld op basis van top 50 albums van 300 artiesten, producers, muziekcritici en andere personen uit de muziekindustrie, waaronder Beyoncé, Taylor Swift, Billie Eilish, H.E.R., Tierra Whack, Lindsey Jordan van Snail Mail, Adam Clayton en The Edge van U2, Raekwon van de Wu-Tang Clan, Gene Simmons en Stevie Nicks. In december 2023 werd de lijst geüpdatet met wat kleinere wijzigingen.

## Top 10 albums
| Lijst van 2003 en 2012 | Lijst van 2003 en 2012                       | Lijst van 2003 en 2012 | Lijst van 2003 en 2012 |        | Lijst van 2020 en 2023          | Lijst van 2020 en 2023 | Lijst van 2020 en 2023 | Lijst van 2020 en 2023 |
| Plaats                 | Album                                        | Artiest                | Jaar                   | Plaats | Album                           | Artiest                | Jaar                   |                        |
| ---------------------- | -------------------------------------------- | ---------------------- | ---------------------- | ------ | ------------------------------- | ---------------------- | ---------------------- | ---------------------- |
| 1                      | Sgt. Pepper's Lonely Hearts Club Band        | The Beatles            | 1967                   | 1      | What's Going On                 | Marvin Gaye            | 1971                   |                        |
| 2                      | Pet Sounds                                   | The Beach Boys         | 1966                   | 2      | Pet Sounds                      | The Beach Boys         | 1966                   |                        |
| 3                      | Revolver                                     | The Beatles            | 1966                   | 3      | Blue                            | Joni Mitchell          | 1971                   |                        |
| 4                      | Highway 61 Revisited                         | Bob Dylan              | 1965                   | 4      | Songs in the Key of Life        | Stevie Wonder          | 1976                   |                        |
| 5                      | Rubber Soul                                  | The Beatles            | 1965                   | 5      | Abbey Road                      | The Beatles            | 1969                   |                        |
| 6                      | What's Going On                              | Marvin Gaye            | 1971                   | 6      | Nevermind                       | Nirvana                | 1991                   |                        |
| 7                      | Exile on Main St.                            | The Rolling Stones     | 1972                   | 7      | Rumours                         | Fleetwood Mac          | 1977                   |                        |
| 8                      | London Calling                               | The Clash              | 1979                   | 8      | Purple Rain                     | Prince                 | 1984                   |                        |
| 9                      | Blonde on Blonde                             | Bob Dylan              | 1966                   | 9      | Blood on the Tracks             | Bob Dylan              | 1975                   |                        |
| 10                     | The Beatles (ook bekend als The White Album) | The Beatles            | 1968                   | 10     | The Miseducation of Lauryn Hill | Lauryn Hill            | 1998                   |                        |

## Diversiteit in de lijst
De lijst van Rolling Stone uit 2003 had een duidelijke grens, omdat hij sterk neigde naar Britse en Amerikaanse artiesten. Het accountants- en advieskantoor Ernst & Young bedacht een puntensysteem om de stemmen van de 1600 voorgelegde titels te versterken.
In 2003 was de enige productie uit een niet-Engelssprekend land Trans-Europe Express van de Duitse band Kraftwerk (#253). In 2020 waren er twintig albums van artiesten buiten de Verenigde Staten, Canada en de Britse Eilanden.
In 2003 was de hoogst genoteerde vrouwelijke soloartiest Joni Mitchell op #30, in 2020 stond zij genoteerd op #3. In de top 30 werd zij in 2020 gevolgd door Lauryn Hill, Aretha Franklin, Carole King en Patti Smith, resp. op #10, #13, #25 en #26. Ook waren muziekgenres als soul, jazz, funk, R&B, reggae en hiphop in 2020 in grotere mate vertegenwoordigd.

## Statistieken

### Artiesten met 5 albums of meer in de lijst
| 11 | Bob Dylan                                          | 11 | Bob Dylan                                        | 11 | -                                          |
| 10 | The Beatles The Rolling Stones                     | 10 | The Beatles The Rolling Stones                   | 10 | -                                          |
| 9  | -                                                  | 9  | -                                                | 9  | The Beatles                                |
| 8  | Bruce Springsteen                                  | 8  | -                                                | 8  | Bob Dylan                                  |
| 7  | The Who                                            | 7  | Bruce Springsteen The Who                        | 7  | Neil Young                                 |
| 6  | Neil Young David Bowie Elton John                  | 6  | Neil Young                                       | 6  | Kanye West The Rolling Stones              |
| 5  | Led Zeppelin U2 Bob Marley & The Wailers The Byrds | 5  | David Bowie Elton John Led Zeppelin U2 Radiohead | 5  | Bruce Springsteen David Bowie Led Zeppelin |

Inclusief 4 albums van The Velvet Underground, is Lou Reed in 2020 tevens met 5 albums vertegenwoordigd in de lijst.
In 2003 was Madonna de enige vrouwelijke artiest met 4 albums in de lijst. In 2020 stonden Joni Mitchell en Aretha Franklin met 4 albums in de lijst.

### Aantal albums per decennium
| Jaren veertig  | 2   | 0,4%  | 0   | 0%    | 0   | 0%    | 0   | 0%     |
| Jaren vijftig  | 27  | 5,4%  | 10  | 2%    | 9   | 1,8%  | 9   | 1,8%   |
| Jaren zestig   | 126 | 25,2% | 105 | 21%   | 74  | 14,8% | 71  | 14,2%  |
| Jaren zeventig | 183 | 36,6% | 186 | 37,2% | 157 | 31,4% | 155 | 31,0%  |
| Jaren tachtig  | 88  | 17,6% | 84  | 16,8% | 71  | 14,2% | 71  | 14,2 % |
| Jaren negentig | 61  | 12,2% | 73  | 14,6% | 103 | 20,6% | 101 | 20,2%  |
| Jaren 00       | 13  | 2,6%  | 40  | 8%    | 50  | 10%   | 51  | 10,2 % |
| Jaren tien     | -   | -     | 2   | 0,4%  | 36  | 7,2%  | 36  | 7,2%   |
| Jaren twintig  | -   | -     | -   | -     | -   | -     | 6   | 1,2%   |

Het oudste album uit de lijst van 2020 was Frank Sinatra’s In the Wee Small Hours uit 1955 (#282), maar alle tracks van het album King of the Delta Blues Singers (#374) van Robert Johnson uit 1961 waren opgenomen in twee sessies in 1936 en 1937.
Het meest recente album uit de lijst van 2020 is When We All Fall Asleep, Where Do We Go? (#397) van Billie Eilish uit 2019. Dit album was pas 20 maanden oud bij het verschijnen van de lijst in november 2020. In december 2023 werden 6 meer recente albums toegevoegd van de jaren twintig, namelijk: Harry's House (#491) van Harry Styles (2022), Un Verano Sin Ti (#430) van Bad Bunny (2022), Sour (#358) van Olivia Rodrigo (2021), SOS (#351) van SZA (2022), Folklore (#170) van Taylor Swift (2020) en Renaissance (#71) van Beyoncé (2022).